# Davier (chirurgie dentaire)
Pour les articles homonymes, voir Davier.
 (avril 2020).
Si vous disposez d'ouvrages ou d'articles de référence ou si vous connaissez des sites web de qualité traitant du thème abordé ici, merci de compléter l'article en donnant les références utiles à sa vérifiabilité et en les liant à la section « Notes et références ».

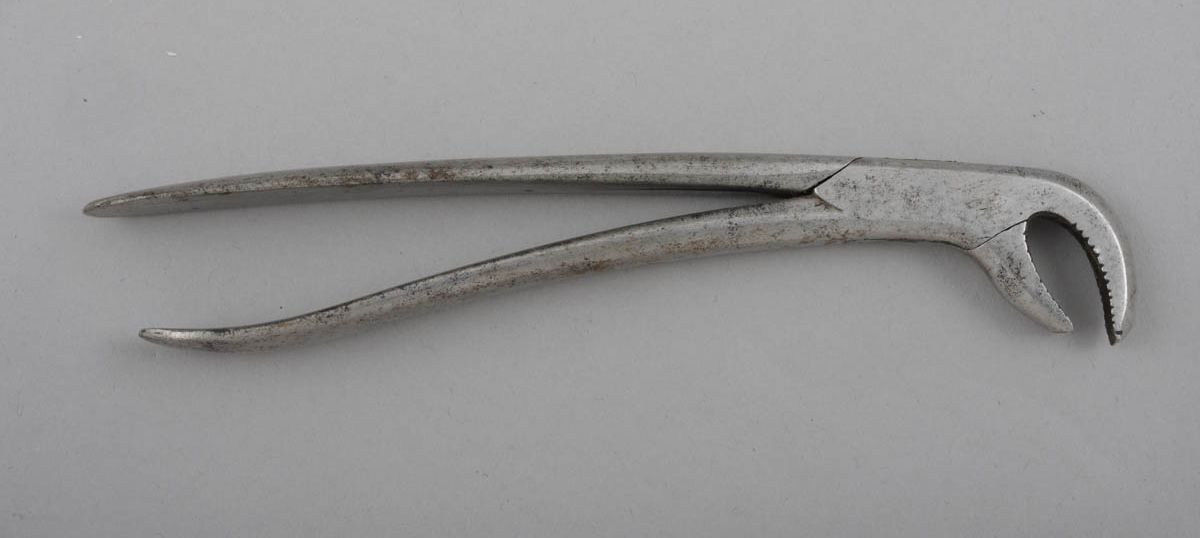
Davier du XIXe siècle

Un davier est un instrument de chirurgie dentaire destiné à l'extraction dentaire. Il se présente classiquement sous la forme d'une pince destinée à prendre appui au niveau coronaire et, par de petits mouvements de rotation et de traction, permet de sortir la dent de son alvéole. Cette étape est précédée de la syndesmotomie à l'aide d'un syndesmotome, étape qui consiste à couper les fibres gingivales qui maintiennent la dent dans son alvéole. Plus spécifiquement on doit parler d'avulsion dentaire car le davier permet de "luxer" la dent, d'arracher littéralement le ligament alvéolo-dentaire. C'est pourquoi il ne faut pas nécessairement "tirer" sur la dent avec le davier. Il est important de ne pas effectuer de mouvement vestibulaire et lingual au risque de fragiliser voire casser les corticales alvéolaires (cas classique des incisives et canines).

Le davier doit être placé le plus apicalement possible sur la dent avec d'offrir un maximum de prise avec un risque minimum de casse. Les daviers seront faits de façon que, pour le maxillaire supérieur, la partie active soit dans le prolongement du manche et pour la mandibule cette partie active soit à 90° car on travaille perpendiculairement par rapport à l'arcade.
Des mors non jointifs limitent l'écrasement sur la dent. Certains daviers vont être munis d'ergots (dents pluri-radiculées) et d'autres non (dents mono-radiculées). Ce sont des instruments qui seront empaumés.
Il existe des :
- daviers pour les racines, pour le maxillaire supérieur ses mors seront parallèles au manche. À la mandibule, les mors seront perpendiculaires au manche. Dans les deux cas les mors sont jointifs (ça permet une meilleure prise des petits éléments) ;
- daviers en S, plus le S est accentué, plus on va en postérieur sauf pour les dents de sagesse maxillaire où il ne suffira pas, il faudra plutôt un davier avec coudure et contre coudure ;
- davier molaire maxillaire, il aura un mors avec un unique éperon médian vestibulaire ;
- davier mandibulaire, les mors sont symétriques et sans ergot avec éperon médian, les daviers molaires mandibulaires eux ont un ergot donc sont plus efficaces et l'instrument est symétrique sur les deux mors.

Il existe plusieurs types de davier en fonction de l'âge et de la nature des dents (adulte, enfant, molaire, prémolaire).
Les daviers se déclinent en plusieurs versions selon l'inventeur, le davier dit américain par exemple vient se placer au niveau de la "furcation" des dents pluriradiculées (plusieurs racines), les dentistes français en sont parfois équipés (suivant les préférences de chacun).